# 四天王御江戸鏑
『四天王御江戸鏑』（してんのうおえどのかぶらや）は、福森久助作の歌舞伎である。文化12年(1815年)11月、江戸中村座の顔見世で上演された。その後、通しでは再演されなかったが、五代目菊五郎の時代に土蜘蛛の登場が演目「土蜘蛛」として独立するなど、断片的に菊五郎家に伝わってきた。2011年1月国立劇場で復活上演された。『今昔物語集』、『前太平記』（江戸時代の通俗軍記物語、藤元元 撰著）の頼光四天王（渡辺綱、坂田公時、碓井貞光、卜部季武）の世界を用いている。
2021年1月にも七代目菊五郎の監修により、10年前とほぼおなじ座組で再演された。
おなじく源頼光や頼光四天王を描いた作品群は「四天王物」とよばれ、ほかに「四天王楓江戸粧＜してんのう もみじのえどぐま＞」などがある。